# Зоммерлох
Зоммерлох (нім. Sommerloch) — громада в Німеччині, розташована в землі Рейнланд-Пфальц. Входить до складу району Бад-Кройцнах. Складова частина об'єднання громад Рюдесгайм.
Площа — 2,53 км2. Населення становить 403 ос. (станом на 31 грудня 2020).

## Галерея

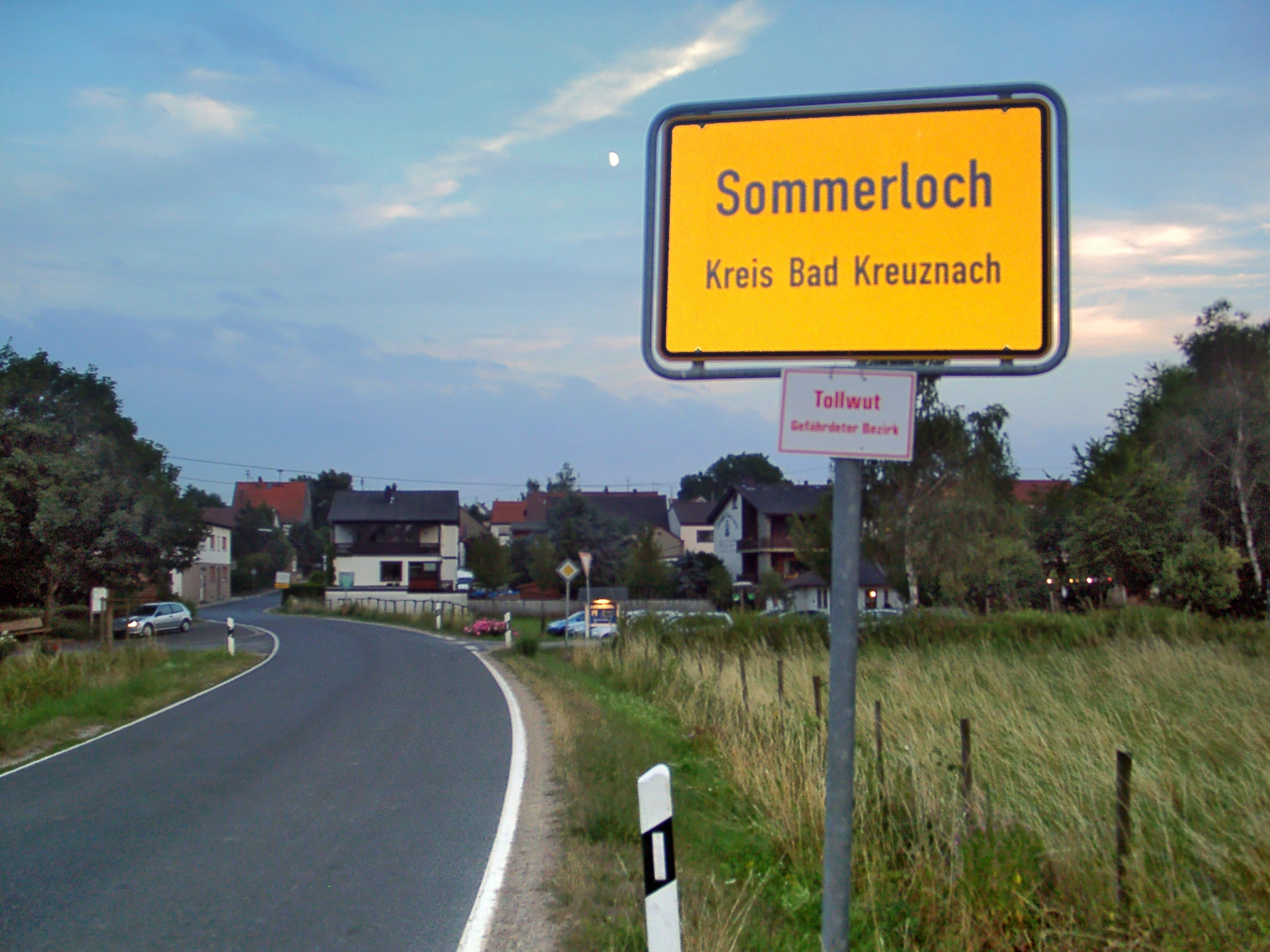
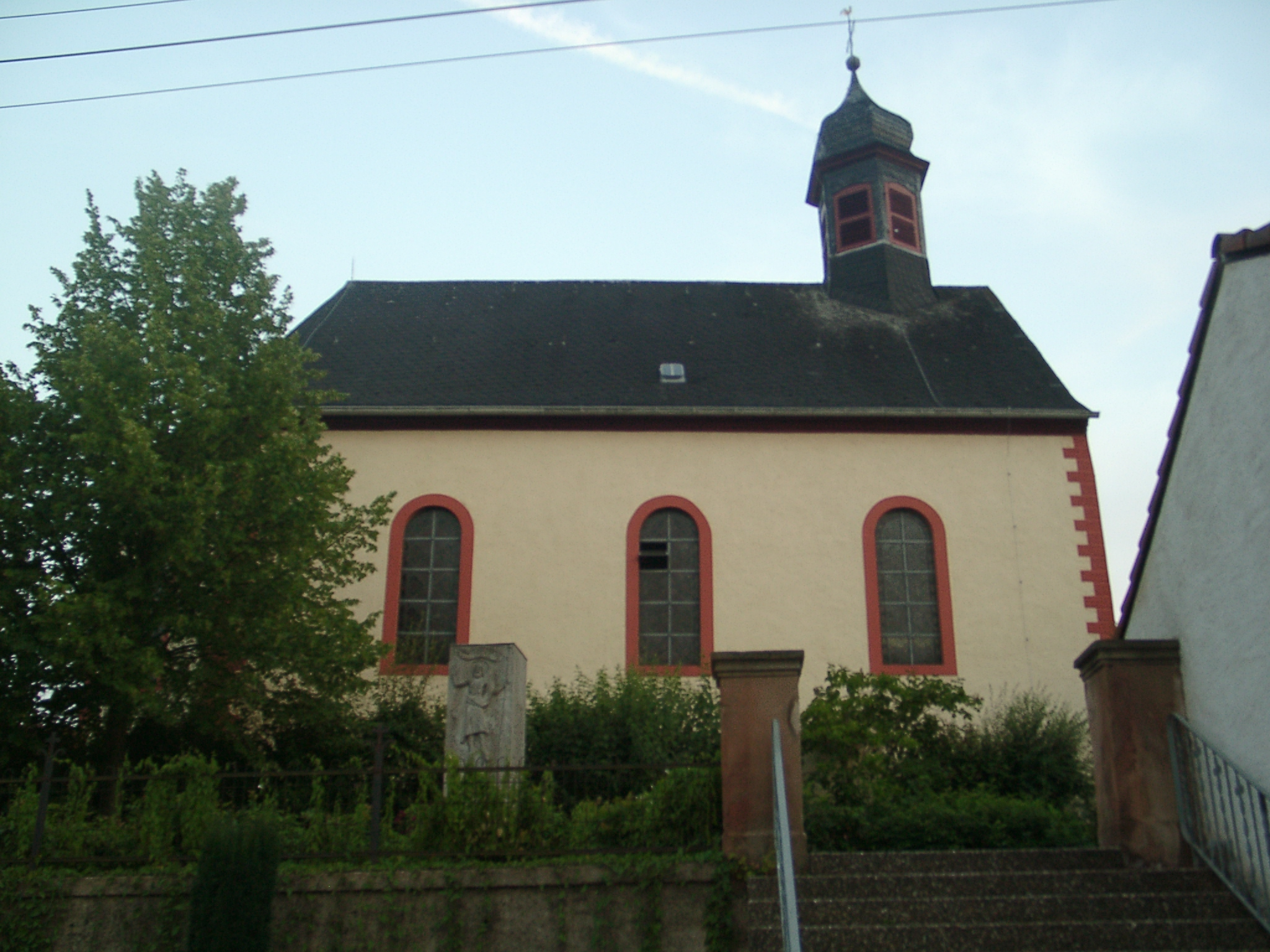